# Group Therapy Radio
Group Therapy Radio, también conocido como Above & Beyond Group Therapy Radio o ABGT, es un programa de radio semanal de música electrónica presentado por el trío británico Above & Beyond. El programa, sucesor de Trance Around the World, se transmite en vivo todos los viernes de 19:00 a 21:00 GMT desde los estudios de Above & Beyond en Londres.

## Historia
El 5 de noviembre de 2012, Above & Beyond anunciaron el lanzamiento de Group Therapy Radio, coincidiendo con el episodio 450 de Trance Around the World. El primer episodio de Group Therapy Radio (ABGT001) se emitió en vivo desde el Jayamahal Palace en Bangalore, India, el 10 de noviembre de 2012.

## Estaciones de radio
Group Therapy Radio se transmite en diversas plataformas y estaciones de radio alrededor del mundo, incluyendo:
- DI.FM: Viernes, 19:00-21:00 GMT, canal Club Sounds.
- Danceradio.cz: Viernes, 20:00 GMT+1.
- Ministry of Sound Radio: Plataforma en línea.
- Party107: Martes, 20:00 GMT.
- Sirius XM Radio Electric Area: Domingo, 18:00 ET; repetición Martes, 07:00 ET .

Además, los episodios están disponibles en plataformas como SoundCloud, Mixcloud, YouTube, Spotify, Apple Podcasts, Twitch, Facebook, y Twitter.

## Especiales
Los episodios especiales se desvían del formato habitual del programa. Cada 50 episodios, Above & Beyond celebran un evento especial en vivo. Algunos de los eventos más destacados incluyen:
- Episodio 001: Un show de 6 horas en el Jayamahal Palace, Bangalore con las actuaciones de Jody Wisternoff, Andrew Bayer, Norin & Rad, Mat Zo y Above & Beyond, 10 de noviembre de 2012. Las 4 primeras horas del show fueron calificadas como el episodio 450 de Trance Around the World mientras que el set de Above & Beyond fue el episodio 001 de Group Therapy Radio.
- Episodio 008 (2012-12-28): Especial elección de los fanes 2012. Una mirada atrás a los temas favoritos de los oyentes de 2012, reproduciendo lo mejor de los Web Vote Winners de Trance Around the World y de los Push The Button de Above & Beyond Group Therapy.
- Episodio 049.5 (2013-10-18): Especial Guest Mix 2013. Se incluyeron los mixes de Andrew Bayer, Mat Zo, Myon & Shane 54 y Armin van Buuren
- Episodio 050: Un show de 8 horas en el Alexandra Palace, Londres con las actuaciones de Jody Wisternoff, Guy J, Boom Jinx, Andrew Bayer, Above & Beyond y Arty, 26 de octubre de 2013
- Episodio 059 (2013-12-27): Especial Record of the Week 2013
- Episodio 060 (2014-01-03): Especial retrospectivo
- Episodio 063 (2014-01-24): Especial Acoustic
- Episodio 099.5 (2014-10-10): Especial Guest Mix 2014. Se incluyeron los mixes de Lane 8, Jeremy Olander, Audien, y Mat Zo
- Episodio 100: Un show de 6 horas en el Madison Square Garden, Nueva York con las actuaciones de Above & Beyond (Deep Set), ilan Bluestone, Andrew Bayer, Mat Zo y Above & Beyond, 18 de octubre de 2014
- Episodio 110 (2014-12-26): Lo mejor de Above & Beyond Group Therapy Parte 1
- Episodio 111 (2015-01-02): Lo mejor de Above & Beyond Group Therapy Parte 2
- Episodio 114 (2015-01-23): Especial We Are All We Need
- Episodio 134 (2015-06-12): Especial retrospectivo. Además, se incluyó el Guest Mix de Gabriel & Dresden
- Episodio 149 (2015-09-25): Especial retrospectivo
- Episodio 150: Un show de 6 horas en el Allphones Arena, Sídney con las actuaciones de Above & Beyond (Deep Warm Up), Lane 8, Grum, Above & Beyond y ilan Bluestone, 26 de septiembre de 2015
- Episodio 162.1 (2015-12-25): Lo mejor de Group Therapy 2015
- Episodio 162.2 (2016-01-01): Above & Beyond en vivo desde Wembley, Londres, 13 de noviembre de 2015
- Episodio 199.5 (2016-09-23): Especial Journey To Amsterdam
- Episodio 200: Un show de 8 horas en el Ziggo Dome, Ámsterdam con las actuaciones de Above & Beyond (Deep Set), Cubicolor, Yotto, Grum, Above & Beyond, Andrew Bayer b2b ilan Bluestone y Jason Ross, 24 de septiembre de 2016
- Episodio 212.1 (2016-12-23): Lo mejor de Group Therapy 2016 Parte 1
- Episodio 212.2 (2016-12-30): Lo mejor de Group Therapy 2016 Parte 2
- Episodio 249 (2017-09-15): Especial Journey To The Gorge Amphitheatre
- Episodio 250: Un show de 2 días en el The Gorge Amphitheatre, George
- Un show de 8 horas (Group Therapy 250) con las actuaciones de Above & Beyond (Deep Set), Luttrell, Yotto, Oliver Smith, Genix & Sunny Lax, Above & Beyond y Seven Lions & Jason Ross, el 16 de septiembre de 2017
- Un show de 9 horas (Anjunadeep At The Gorge) con las actuaciones de Above & Beyond (Yoga Set), Moon Boots, Eli & Fur, Jody Wisternoff & James Grant, 16 Bit Lolitas y Yotto & Luttrell, el 17 de septiembre de 2017
- El evento más reciente, ABGT600, se celebró en la Ciudad de México los días 19 y 20 de octubre de 2024 en el Hipódromo de las Américas.

## Secciones regulares
- Record of the Week

El Record of the Week es seleccionado por Above & Beyond como su elección personal del mejor tema del episodio.
- Push The Button

El Push The Button es un tema que los oyentes seleccionan como su favorito del episodio de la semana anterior. Se decide a través de una votación en el sitio web de Above & Beyond. Anteriormente, la votación se realizaba en los foros de Anjunabeats así como en la página de Facebook de Above & Beyond.
- Flashback Track

El Flashback Track es un tema clásico seleccionado por Above & Beyond que se reproduce justo antes del Guest Mix.
- Guest Mix

El Guest Mix semanal presenta una interpretación en directo o pregrabada por un DJ invitado. Se presenta en la última parte del programa.